# Werner Korff
Pour les articles homonymes, voir Korff.
Werner Korff (né le 18 décembre 1911 à Berlin, date de décès inconnue) est un joueur professionnel allemand de hockey sur glace.

## Carrière
Werner Korff fait toute sa carrière au Berlin SC avec lequel il est champion d'Allemagne en 1930, 1931, 1932, 1933, 1936 et 1937.
Werner Korff participe avec l'équipe nationale aux Jeux olympiques de 1932 à Lake Placid et aux championnats du monde 1933, 1934 où l'Allemagne remporte la médaille de bronze et 1935.
C'est pourquoi il fait partie du Temple de la renommée du hockey allemand.